# Tour della nazionale maschile di rugby a 15 della Namibia 2009
La nazionale di rugby XV della Namibia, campione d'Africa nel 2009, si è recata in tour per preparare la fase decisiva delle qualificazioni alla Coppa del Mondo di rugby 2011. Prima si è recata in Argentina, poi in Portogallo.

## In Argentina
Il programma prevedeva due incontri contro i "Jaguares", ossia la seconda squadra argentina, per l'occasione formata esclusivamente di giocatori che militano nei campionati argentini (dunque senza nessun professionista impegnato in Europa).
Nel primo match i namibiani vengono letteralmente travolti (8-67 e una meta a nove per gli argentini)
Meglio va, almeno in difesa, nel secondo match con un passivo limitato a 19 punti subiti..

## Risultati
| Arbitro: | Francisco Pastrana |

| |            | |
| mete: M.Comuzzi (2), Senatore Fessia, Leonardi Creevy, G. Roan, González Amorosino trasf.: Santiago Fernández 7 c.p.: Santiago Fernández | Marcatori  | mete: David Philander trasf.: Jaco van Zyl |
| 1. Felipe Bettolli 2. Agustín Creevy (64' Lucas Vignau) 3.Juan Figallo (67 'Martín Landajo) 4.Carlos Cáceres (57' Guillermo Roan) 5.Mariano Galarza (47' Tomás Roan) 6.Genaro Fessia 7.Leonardo Senatore (46' Alejandro Campos) 8. Tomás Leonardi 9. Agustín Figuerola 10.Santiago Fernández 11.Gonzalo Camacho 12.Horacio San Martín 13.Juan Pablo Estelles (46' Benjamín Urdapilleta) 14.Mauro Comuzzi (c) (48'Martín Bustos Moyano) 15.Lucas González Amorosito | Formazioni | 1. Kees Lensing (c) 2. Shaun Eterhuisen (46’ Hugo Horn) 3. Marius Visser (56’ Huata Veii ) 4. Wacka Kazombiaze (56' Eugene Forbes) 5. Julian Botha 6. Jacques Nieuwenhuis 7. Tinus du Plessis 8. Pieter Jan Van Lille (56' Desmond Haihambo ) 9. Jurie van Tonder (46' Colin de Koe ) 10. Jaco van Zyl 11. Lwellyn Winckler 12. John Drotsky (46' Tinus Venter ) 13. Luwayne Botes 14. David Philander 15. Chrisander Botha |
| Santiago Phelan | Allenatori | John Williams |

| Arbitro: | Javier Mancuso |

| |            | |
| mete: Creevy Barrera Oro Merello; trasf.: Urdapilleta | Marcatori  | mete: van Lille trasf.: C.Botha |
| 1. Juan Gómez (51’, Guillermo Roan) 2. Agustín Creevy (32’ Mauricio Guidone ) 3. Juan Figallo 4. Agustín Guzmán 5. Mariano Galarza (53’ Carlos Cáceres ) 6. Dino Cáceres /(66’ Rodrigo Bruno) 7 . Alejandro Campos 8. Benjamín Macome 9. Martín Landajo (79’, Lucas Alcácer) 10. Benjamín Urdapilleta 11. Mauro Comuzzi (C) 12. Álvaro Fulco (15’ Nicolás Sánchez ) 13. Horacio San Martín 14. Francisco Merello 15. Lucas Barrera Oro (62’ Belisario Agulla) | Formazioni | 1. Jonny Redelinghuis (62' Kees Lensing ) 2. Hugo Horn (74’ Shaun Esterhuisen ) 3. Jane du Toit (62' Marius Visser) 4. Andre de Klerk 5. Wacka Kazombiaze 6. Jacques Nieuwenhuis (C) 7. Tinus du Plessis 8. Pieter Jan van Lille 9. Jurie van Tonder (65’ Collin de Koe ) 10. Gowdan Walters (47’ Jaco van Zyl ) 11. Lwellyn Winckler 12. Tinus Venter (45' Jacky Bock) 13. Luwayne Botes 14. David Philander 15. Chrisander Bothaù |
| Santiago Phelan | Allenatori | John Williams |

## In Portogallo
Dopo che, il 7 ottobre, l'allenatore John Williams aveva a sorpresa rassegnato le dimissioni per assumere incarichi in una squadra sudafricana, la Namibia si reca in Portogallo, poco prima delle partite decisive delle qualificazioni mondiali.
| Arbitro: | Chris White |

| |            | |
| c.p.: Leal 3 | Marcatori  | c.p.: Wessels 4 |
| 15.Antonio Aguilar 14.David Mateus, 11.Goncalo Foro 13.Pedro Silva, 12.Diogo Mateus 10.Duarte Pinto, 9.Pedro Leal 8.Juan Severino Somoza, 7.Salvador Palha, 6.Vasco Uva 5.Goncalo Uva, 4.Eduardo Acosta 3.Thomas da Costa, 2.Joao Correia (c), 1.Jorge Segurado sostituti: 16.Joao Junior,17.Nuno Taful 18.Tiago Girao,19.Sebastiao Cunha 20.Pedro Cabral,21.Francisco Serra | Formazioni | 15.Chrysander Botha 14.Bradley Langenhoven, 11.McGrath van Wyk 13.Piet van Zyl, 12.David Philander 10.Emile Wessels, 9.Eugene Jantjies 8.PJ van Lill, 7.Tinus du Plessis, 6.Jacques Burger (c) 5.Nico Esterhuize, 4.Wacca Kazombaize 3.Jane du Toit, 2.Shaun Esterhuizen, 1.Johnny Redelinghuys sostituti: 16.Brendon Walters,17.Heinz Koll 18.Tinus Venter,19.Jurie van Tonder 20.Heini Bock,21.Robert Herridge 22.Marius Visser |